# Goniothalamus costulatus
Goniothalamus costulatus är en kirimojaväxtart som beskrevs av Friedrich Anton Wilhelm Miquel. Goniothalamus costulatus ingår i släktet Goniothalamus och familjen kirimojaväxter. Inga underarter finns listade i Catalogue of Life.